# Shimon Cohen
Shimon Cohen (in ebraico שמעון כהן‎?; Tel Aviv, 15 ottobre 1942) è un ex calciatore israeliano, di ruolo centrocampista.

## Carriera

### Club
Cohen inizia la carriera agonistica nell'Hapoel Tel Aviv, squadra militante nella massima serie israeliana. Con l'Hapoel vince la Coppa d'Israele nel 1961, stagione in cui raggiunge anche il secondo posto in campionato.
Dal 1961 gioca nel Shimshon Tel Aviv, società sempre militante nella massima serie. Nell'intera militanza on lo Shimshon raggiunge come migliori piazzamenti due quarti posti nei campionati 1962-1963 e 1969-1970 oltre che raggiungere la finale di Coppa d'Israele nel 1966, persa contro l'Hapoel Tel Aviv.
La militanza nello Shimshon fu interrotta solo nell'estate 1967, quando Cohen si trasferì negli Stati Uniti d'America per giocare nei Baltimore Bays nella neonata NPSL. Con i Bays ottenne il primo posto della Eastern Division della NPSL, qualificandosi così per la finale della competizione, persa poi contro gli Oakland Clippers.
Nella stagione 1970-1971 passa all'Hapoel Petah Tiqwa, con cui ottiene il quarto posto nella massima serie israeliana.
Nel 1971 passa al Beitar Tel Aviv, società con cui gioca altri cinque campionati nella massima serie, ottenendo come miglior piazzamento il quinto posto nella Liga Leumit 1973-1974.

### Nazionale
Cohen ha giocato nella nazionale di calcio d'Israele.

## Statistiche

### Cronologia presenze e reti in Nazionale
| Cronologia completa delle presenze e delle reti in nazionale ― Israele | Cronologia completa delle presenze e delle reti in nazionale ― Israele | Cronologia completa delle presenze e delle reti in nazionale ― Israele | Cronologia completa delle presenze e delle reti in nazionale ― Israele | Cronologia completa delle presenze e delle reti in nazionale ― Israele | Cronologia completa delle presenze e delle reti in nazionale ― Israele | Cronologia completa delle presenze e delle reti in nazionale ― Israele | Cronologia completa delle presenze e delle reti in nazionale ― Israele |
| Data                                                                   | Città                                                                  | In casa                                                                | Risultato                                                              | Ospiti                                                                 | Competizione                                                           | Reti                                                                   | Note                                                                   |
| ---------------------------------------------------------------------- | ---------------------------------------------------------------------- | ---------------------------------------------------------------------- | ---------------------------------------------------------------------- | ---------------------------------------------------------------------- | ---------------------------------------------------------------------- | ---------------------------------------------------------------------- | ---------------------------------------------------------------------- |
| 3-10-1962                                                              | Ramat Gan                                                              | Israele                                                                | 3 – 0                                                                  | Etiopia                                                                | Amichevole                                                             | -                                                                      | 56’                                                                    |
| 12-11-1962                                                             | Ramat Gan                                                              | Israele                                                                | 0 – 4                                                                  | Svezia                                                                 | Amichevole                                                             | -                                                                      | 46’                                                                    |
| 19-5-1963                                                              | Ramat Gan                                                              | Israele                                                                | 0 – 5                                                                  | Brasile                                                                | Amichevole                                                             | -                                                                      |                                                                        |
| 29-12-1963                                                             | Saigon                                                                 | Vietnam del Sud                                                        | 0 – 1                                                                  | Israele                                                                | Qual. XVIII Olimpiade                                                  | -                                                                      |                                                                        |
| 2-1-1964                                                               | Hong Kong                                                              | Hong Kong                                                              | 0 – 3                                                                  | Israele                                                                | Amichevole                                                             | -                                                                      | 46’                                                                    |
| 17-3-1964                                                              | Ramat Gan                                                              | Israele                                                                | 0 – 2                                                                  | Vietnam del Sud                                                        | Qual. XVIII Olimpiade                                                  | -                                                                      |                                                                        |
| 28-10-1964                                                             | Tel Aviv                                                               | Israele                                                                | 2 – 0                                                                  | Jugoslavia                                                             | Amichevole                                                             | 1                                                                      | 46’                                                                    |
| 1-12-1964                                                              | Tel Aviv                                                               | Israele                                                                | 0 – 1                                                                  | Danimarca                                                              | Amichevole                                                             | -                                                                      | 46’                                                                    |
| 17-3-1965                                                              | Tel Aviv                                                               | Israele                                                                | 0 – 0                                                                  | Svizzera                                                               | Amichevole                                                             | -                                                                      |                                                                        |
| 3-12-1966                                                              | Tel Aviv                                                               | Israele                                                                | 0 – 0                                                                  | Polonia                                                                | Amichevole                                                             | -                                                                      |                                                                        |
| 7-12-1966                                                              | Tel Aviv                                                               | Israele                                                                | 1 – 2                                                                  | Romania                                                                | Amichevole                                                             | -                                                                      |                                                                        |
| Totale                                                                 |                                                                        | Presenze                                                               | 11                                                                     |                                                                        | Reti                                                                   | 1                                                                      |                                                                        |

## Palmarès
- Coppa d'Israele: 1

Hapoel Tel Aviv: 1961